# Vegas (Yauco)
Vegas es un barrio ubicado en el municipio de Yauco en el Estado Libre Asociado de Puerto Rico. En el Censo de 2010 tenía una población de 145 habitantes y una densidad poblacional de 28,2 personas por km².

## Geografía
Vegas se encuentra ubicado en las coordenadas 18°6′12″N 66°52′23″O / 18.10333, -66.87306. Según la Oficina del Censo de los Estados Unidos, Vegas tiene una superficie total de 5.14 km², de la cual 4.57 km² corresponden a tierra firme y (11.08%) 0.57 km² es agua.

## Demografía
Según el censo de 2010, había 145 personas residiendo en Vegas. La densidad de población era de 28,2 hab./km². De los 145 habitantes, Vegas estaba compuesto por el 83.45% blancos, el 6.9% eran afroamericanos y el 9.66% eran de otras razas. Del total de la población el 98.62% eran hispanos o latinos de cualquier raza.